# EGSY8p7
Az EGSY8p7 egy távoli galaxis az Ökörhajcsár csillagképben.

## Jellemzői
Fotometriai vöröseltolódása 8,57, spektroszkópiai vöröseltolódása 8,68. Ez utóbbi szerint a tőlünk való távolsága 13,2 milliárd fényév.
A hawaii Keck Csillagvizsgáló munkatársai a MOSFIRE spektrométerrel meghatározták a vöröseltolódását.
A megfigyelését segítette a gravitációs lencsézés. 
Meglepő módon, Lyman alfa sugárzását is megfigyelték.
2016-ig a legtávolabbi ismert galaxisként tartották számon.